# Дагаев, Николай Павлович
Николай Павлович Дагаев (28 октября 1901 года — 21 июня 1988 года) — советский военачальник, генерал-полковник авиации (1962).

## Биография
Родился в 1901 году в Москве.

### Начало службы
В апреле 1920 года вступил в РККА, с того же года член ВКП(б), был инструктором политпросветработы. В 1924 году окончил Теоретическую школу Краснознамённого воздушного флота и 2-ю Борисоглебскую военную школу лётчиков, в 1925 году — Ленинградскую школу лётчиков-наблюдателей.
В 1929 году был назначен помощником начальника штаба эскадрильи, затем начальником штаба авиаотряда, в 1930 году окончил Курсы усовершенствования начальствующего состава (КУНС) при Военно-воздушной академии (ВВА) им. Жуковского, служил на должностях начальника штаба эскадрильи, адъюнкта кафедры тактики ВВС ВВА им. Жуковского, помощника начальника отдела штаба ВВС РККА, учился в Особой группе ВВА им. Жуковского, окончил в 1938 году.
В апреле 1938 года назначен начальником штаба авиационной части в Ленинградском военном округе, участвовал в Польском походе РККА. С августа 1940 года — начальник штаба смешанной авиадивизии в Одесском военном округе. Участвовал в советско-финской войне, за которую был награждён орденом Красной Звезды. 24 мая 1941 года становится заместителем начальника 6-го управления ГУ ВВС РККА.

### Великая Отечественная война
В начале Великой Отечественной войны полковник Н. П. Дагаев на той же должности, вскоре был назначен начальником штаба 47-й смешанной авиационной дивизии, участвовал в боях, был награждён орденом Красного Знамени. 2 января 1942 года назначается заместителем начальника оперативного отдела штаба ВВС.
19 февраля 1942 года назначен начальника штаба ВВС Калининского фронта. М. М. Громов вспоминал о нём:

«В Н. П. Дагаеве я нашёл образцового во всех отношениях военного человека. Теперь, по прошествии многих лет, многое изменилось, но Николай Павлович всегда оставался образцом исполнительности, неиссякаемого трудолюбия, аккуратности, выдержки и поразительного внимания к людям. Вспоминается его маленькая красненькая записная книжечка. Она, видимо, помогала ему ничего не забывать. И он действительно никогда ничего не забывал, и красненькая книжечка существовала всегда при нём до последних дней его жизни. Но я не сомневаюсь, что Николай Павлович и без этой книжечки не забывал то, что нужно. Никаких слов у меня не хватит, чтобы описать все его достоинства. Это был человек удивительного обаяния, многогранно одарённый, любящий искусство, всё успевающий… Трудно преподнести читателю психологический портрет человека, в котором могли уживаться столь редко встречающиеся сочетания положительных качеств.

Познать человека, как известно, можно лишь после длительного общения с ним в различных условиях. С Дагаевым я познакомился на фронте, когда он, будучи начальником штаба ВВС Калининского фронта, ставил мне, как командиру авиадивизии, боевую задачу. После хорошо и точно выполненного задания он давал краткую положительную оценку. А дальше обязательно следовало: „Но…“ и шло перечисление того, на что в следующий раз необходимо обратить внимание, чтобы выполнение было ещё лучше. И так всегда.»— Громов М. М. На земле и в небе
5 мая 1942 года ВВС Калининского фронта были преобразованы в 3-ю воздушную армию, Н. П. Дагаев становится начальником её штаба. На этом посту участвовал в Первой Ржевско-Сычёвской, Великолукской, Смоленской, Невельской, Городокской, Витебской, Белорусской, Прибалтийской и Восточно-Прусской операциях.
После Победы проходил службу в полевом штабе командующего ВВС на Дальнем Востоке с июля по сентябрь 1945 года, участвовал в Советско-японской войне.

### После войны
С 11 февраля 1946 года — начальник кафедры ВВС Академии Генерального штаба, с 27 апреля 1946 года — заместитель начальника Генерального штаба по ВВС, с 28 апреля по 16 сентября 1949 года — начальник Главного штаба ВВС, одновременно заместитель главнокомандующего ВВС и член военного совета ВВС. С 3 февраля 1950 года обучался на авиационном факультете Академии Генштаба, с 24 апреля 1951 года по 27 октября 1954 года начальник Главного штаба — заместитель командующего Войсками ПВО страны, с 6 ноября 1954 года генерал-инспектор по ВВС и ПВО при первом заместителе министра обороны СССР, с 1962 года начальник 10-го Главного управления ГШ ВС СССР и заместитель начальника штаба Объединенных Вооруженных Сил стран-участниц Варшавского договора, с 1975 года военный консультант Группы генеральных инспекторов Министерства обороны СССР.
Умер 21 июня 1988 года в Москве. Похоронен на Ваганьковском кладбище.

## Воинские звания
- генерал-майор авиации (10.11.1942)
- генерал-лейтенант авиации (02.08.1944)
- генерал-полковник авиации (27.04.1962)

## Награды
СССР
- орден Ленина (30.04.1945)[2][3]
- орден Октябрьской Революции (27.10.1971)
- четыре ордена Красного Знамени (03.11.1941[4], 03.11.1944[3][5], 15.11.1950[3][6], 22.02.1968 )
- орден Кутузова 1-й степени (19.04.1945)[7]
- два ордена Суворова 2-й степени (31.07.1944[8], 08.09.1945[9])
- орден Кутузова 2-й степени (28.09.1943)[10]
- орден Отечественной войны 1-й степени (11.03.1985)[11]
- орден Трудового Красного Знамени (27.10.1981)
- два Орден Красной Звезды (11.04.1940[12], 20.01.1942[13])
- орден «За службу Родине в Вооружённых Силах СССР» 3-й степени
- медали в том числе:
  - «За оборону Москвы» (1944)
  - «За Победу над Германией в Великой Отечественной войне 1941—1945 гг.» (1945)
  - «За победу над Японией» (1945)
  - «За взятие Кенигсберга» (1945)
  - «Ветеран Вооружённых Сил СССР» (1976)
  - «За укрепление боевого содружества»
- знак «50 лет пребывания в КПСС»

Других стран
 НРБ:
- орден «9 сентября 1944 года» 1-й степени с мечами (14.09.1974)
- орден Народной Республики Болгария 2-й степени
- орден Народной Республики Болгария 3-й степени (22.01.1985)
- медаль «90 лет со дня рождения Георгия Димитрова» (1974)
- медаль «100 лет со дня рождения Георгия Димитрова»
- медаль «20 лет Болгарской народной армии» (22.08.1964)
- медаль «25 лет Болгарской народной армии» (18.09.1969)
- медаль «40 лет Победы над гитлеровским фашизмом» (16.05.1985)

 ВНР:
- орден Красного Знамени
- медаль «Братство по оружию» золотой степени

 ГДР:
- орден «За заслуги перед Отечеством» в золоте
- орден «За заслуги перед народом и Отечеством» в золоте
- медаль «Братство по оружию» (ГДР) в золоте
- медаль «30-я годовщина образования ГДР»

 КНДР:
- медаль «За освобождение Кореи»

 Китай:
- медаль «Китайско-советская дружба»

 Куба:
- медаль «20 лет РВС Кубы» (19.06.1978)
- медаль «30 лет РВС Кубы» (24.11.1986)

 МНР:
- орден Сухэ-Батора (06.07.1971)
- два ордена Красного Знамени
- медаль «За Победу над Японией»
- медаль «30 лет Победы над милитаристской Японией»
- медаль «40 лет Халхин-Гольской Победы» (26.11.1979)
- медаль «50 лет Монгольской Народной Армии» (15.03.1971)
- медаль «50 лет Монгольской Народной Революции» (16.12.1971)
- медаль «60 лет Монгольской Народной Армии» (09.09.1985)

 ПНР:
- орден «Virtuti Militari» IV класса (19.12.1968)
- офицерский крест ордена Возрождения Польши (06.10.1973)
- медаль «Братство по оружию»

 Чехословакия:
- медаль «За укрепление дружбы по оружию» 1-й степени (20.03.1970)
- медаль «50 лет Коммунистической Партии Чехословакии» (1971)
- медаль «30 лет освобождения Чехословакии Советской Армией» (22.08.1974)
- медаль «40 лет освобождения Чехословакии Советской армией» (28.03.1985)

## Сочинения
- Дагаев Н., Чернецкий В. Тенденции развития организационных форм фронтовой и дальней авиации в годы Великой Отечественной войны. // Военно-исторический журнал. — 1980. — № 10. — С.18-25.